# Trubkovnice
Trubkovnice je kotlová stěna s otvory pro zapuštění kotlových trubek. Byla součástí mobilních, (lokomotivních, lodních) i mnohých stabilních parních kotlů.
Trubkovnice je vyrobena z poměrně silného materiálu, protože je zeslabena otvory a přitom musí vydržet plný kotlový tlak. Vyráběla se z oceli nebo mědi. U válcového kotle tvoří trubkovnice jeho dna.
Středy otvorů pro trubky tvoří šestiúhelníkovou síť, aby jich bylo možno umístit do kotle co nejvíce. Jejich průměr se liší podle toho, jestli se jedná o kouřové (menší průměr) nebo žárové (větší průměr pro umístění přehřívačových článků) trubky.
Otvory v dýmniční trubkovnici jsou vždy větší než je průměr trubek, otvory v pecní trubkovnici naopak menší. Je to proto, aby bylo možné snadno trubky vyměňovat. Trubky jsou před vložením do kotle na koncích upraveny tak, aby jejich průměr odpovídal otvorům. Po vložení do kotle jsou trubky za studena zaválcovány do trubkovnic.

## Druhy trubkovnic
- Pecní trubkovnice - je umístěna v peci nebo plamenci a je vyrobena ze stejného materiálu jako zbytek pece (měď nebo ocel)
- Dýmniční trubkovnice - trubkovnice uzavírající válcový kotel ze strany dýmnice. Je výhradně ocelová.

Existovala také speciální přídavná trubkovnice oddělující vodní prostor od sušiče páry u lokomotiv s tímto sušičem.